# 山東第二医科大学
山東第二医科大学とは中華人民共和国山東省濰坊市にある公立医科大学であり、その前身は濰坊医学院。2023年に医科大学へ昇格。14の附属病院（直属と非直属合わせて）を持つ。

## 参考资料
1. ↑  “正式获批！山东第二医科大学来了！附2023录取数据”. sd.people.com.cn. 2024年7月16日閲覧。
2. ↑  “学校简介”. www.wfmc.edu.cn. 2024年7月16日閲覧。